# Lubomír Kolář
Lubomír Kolář, né le 4 février 1929, est un ancien joueur tchécoslovaque de basket-ball.

## Palmarès
- Finaliste du championnat d'Europe 1955
- 3e du championnat d'Europe 1957